# Ледине у Жаркову
Археолошко налазиште Ледине се налази у Жаркову, Беле Воде, поред СЦ „Партизан“ на Чукарици, Београд, Србија.
На локалитету се налазе остаци неолитског насеља у оквиру ког се може издвојити неколико хоризоната становања, заступљених током винчанско-тордошке и винчанско-плочничке фазе неолита.
Локалитет је откривен током археолошка истраживања на овом локалитету 1947. и 1948. године. Овим истраживањима откривено је мноштво покретног археолошког материјала, керамике, статуета, артефаката од костију, остатака правоугаоних кућа, земуница за становање и јама за оставе. Сви ови артефакти показују континуирани напредак и развој овог насеља. Дебљина културног слоја на овом локалитету износи око 4,5 m, а налази показују да је насеље настало нешто касније од Винче. Неолитско насеље у Жаркову, својим изразито очуваним културним слојем и остацима архитектонских објеката, уз Винчу и Бањицу, представља значајан локалитет за проучавање неолитског доба на територији града Београда.